# Azaghar N'Irs
Azaghar N'Irs  (in arabo ازغارنيرس‎?) è un centro abitato e comune rurale del Marocco situato nella provincia di Taroudant, regione di Souss-Massa. Conta una popolazione di 4 748 abitanti (censimento 2014).